# Cratere Parrot
Parrot è un cratere lunare di 70,66 km situato nella parte sud-orientale della faccia visibile della Luna.